# 爲岡進悟
爲岡 進悟（ためおか しんご、2003年1月18日 - ）は、広島県広島市出身のサッカー選手。EDO ALL UNITED所属。ポジションはゴールキーパー (GK) 。

## クラブ経歴
2003年1月18日、広島県広島市生まれ。
2018年、広島県瀬戸内高等学校に進学し、男子サッカー部に入部。
2021年、東京農業大学に進学し、男子サッカー部に入部。
2025年1月9日、関東サッカーリーグ2部のEDO ALL UNITEDに入団。

## 所属クラブ
- - 2017年： 川内FCジュニアユース
- 2018 - 2020年： 広島県瀬戸内高等学校
- 2021 - 2024年： 東京農業大学農友会サッカー部
- 2025年： EDO ALL UNITED